# Mecardonia berroi
Mecardonia berroi är en grobladsväxtart som beskrevs av Marchesi. Mecardonia berroi ingår i släktet Mecardonia och familjen grobladsväxter. Inga underarter finns listade i Catalogue of Life.